# Stazione di Hasama
La stazione di Hasama (飯山満駅?, Hasama-eki) è una stazione ferroviaria situata a Funabashi, nella prefettura di Chiba, in Giappone. Serve la ferrovia Rapida Tōyō, un'estensione a gestione privata della linea Tōzai della Tokyo Metro.

## Linee e servizi
Società ferrovia Rapida Tōyō
● Ferrovia Rapida Tōyō

## Struttura
La stazione è realizzata su viadotto, con tre binari passanti serviti da due marciapiedi laterali (il terzo binario, al centro, è riservato ai treni che non fermano in questa stazione e che transitano a piena velocità).
| 1 | ● Ferrovia Rapida Tōyō | per Kita-Narashino e Tōyō-Katsutadai   |
| 2 | ● Ferrovia Rapida Tōyō | per Nishi-Funabashi, Ōtemachi e Nakano |

## Stazioni adiacenti
| «                        | Servizio                       | »                    |
| Ferrovia Rapida Tōyō     | Ferrovia Rapida Tōyō           | Ferrovia Rapida Tōyō |
| ------------------------ | ------------------------------ | -------------------- |
| Higashi-Kaijin           | Locale Rapido Rapido pendolari | Kita-Narashino       |
| Il Rapido Tōyō non ferma |                                |                      |